# Dichoropetalum alpinum
Dichoropetalum alpinum är en växtart i släktet Dichoropetalum och familjen flockblommiga växter.
Arten är en perenn ört som förekommer i södra Turkiet och i Libanon. Den beskrevs av Edward Fenzl 1842.